# Поліщук Денис Валерійович
Денис Валерійович Поліщук (нар.14 червня 1990) — громадський діяч, активіст, лейтенант гвардії, командир взводу 54 окремого розвідувального батальйону, один з підозрюваних у вбивстві Олеся Бузини.

## Життєпис
Народився 14 червня 1990 року у Києві у сім'і психолога та військового. У школі навчався на «відмінно». У 2007 році вступив до Національного університету харчових технологій на бюджет. Має вищу технічну освіту. Пізніше працював у економічній, будівничій та ІТ-сферах.

### Громадська діяльність
З 2008 року займався проведенням та організацією патріотично-військових вишколів. Сприяв соціальній допомозі дітям в Київській області.
У 2011 році здобув первинне військове звання молодшого лейтенанта.
З 2011 року став членом виконкому УНА по Україні.
У 2012 році балотувався в народні депутати України по партійним спискам УНА.
Активно виступав проти незаконних забудов (зокрема проти рейдерського захоплення Гостинного двору на Подолі). Брав участь в Мовному майдані 2012 року. Перешкоджав фальсифікації результатів виборів по Деснянському району в 215 окрузі та брав участь в багатьох протестних рухах проти антиукраїнського режиму Януковича.
У 2013 році був залучений до підготовки помічників народних депутатів України при комітеті Верховної Ради України.
З кінця 2013 року був активним учасником Революції Гідності. Був у перших рядах на Майдані.
Має досвід результативної роботи в громадських організаціях УНА-УНСО та "Організація патріотичних громадян С14".

### Участь вАТО
18 березня 2014 року Денис Поліщук добровільно пішов у Збройні сили України. Служив у 54-ому ОРБ ЗСУ під Маріуполем.
Був демобілізований офіцером запасу ЗСУ навесні 2015 року.

### Справа «Вбивства Бузини»
18 червня 2015 року міністр МВС Арсен Аваков до вироку суду оголосив винними у вбивстві О. Бузини двох активістів Андрія Медведька та Дениса Поліщука. Міліція викрала хлопців без протоколів затримання, у відділку їх побили, намагаючись отримати зізнання. Було проведено обшуки в домівках затриманих та їх друзів, у результаті чого співробітники правоохоронних органів викрали усі цінні речі з п'яти квартир. На суді, що відбувся того ж дня, Медведьку та Поліщуку обрали по 2 місяці тримання в СІЗО як запобіжний захід.
Свідки обвинувачення плуталися в показах щодо опису вбивць та їх транспортного засобу. Свідків захисту, що бачили справжніх вбивць, створили фотороботи та дали свідчення міліції, суд заслухати відмовився.
Головною підставою затримання хлопців став тест ДНК з речей, які знайшли поряд із місцем злочину. За версією захисту, речі могли бути викрадені міліцією раніше, оскільки до цього у активістів були пограбування.
Андрій Медведько та Денис Поліщук на момент вбивства, задовго до та після того, знаходилися в зоні АТО, що підтверджують численні очевидці.
23 червня 2015 року за Дениса Поліщука внесли заставу у розмірі 5 мільйонів гривень і він вийшов з ізолятора тимчасового тримання. Заставодавцем виявився бізнесмен і гонщик Олексій Тамразов. Прокуратура подала апеляцію з вимогою повернути Поліщука під варту. 2 липня Апеляційний суд міста Києва задовольнив клопотання прокурорів та ухвалив рішення про новий запобіжний захід — два місяці утримання в СІЗО без права на заставу.

### «Свободу патріотам»
Як і у випадку зі справою роти "Торнадо", після затримання Поліщука та Медведька відбулися акції в їх підтримку: активісти організували акцію протесту з вимогами «припинити пити кров з добровольців» [Архівовано 31 липня 2017 у Wayback Machine.].
Колишній перший заступник генерального прокурора Ренат Кузьмін заявив, що Генеральна Прокуратура України зацікавлена в тому, щоб вбивці не були покарані [Архівовано 31 липня 2017 у Wayback Machine.].
Депутати, що виступають у підтримку хлопців, одягнули на засідання Верховної Ради футболки із зображеннями Медведька та Поліщука, в тому числі Ігор Луценко, Ігор Мосійчук, Борис Філатов, Андрій Іллєнко та Володимир Парасюк[джерело?]. Загальна кількість депутатів у футболках перевищувала два десятки. Після цього розпочався флешмоб з футболками, який підтримали багато зірок та гуртів, таких як: Kozak System, Друга Ріка, Гайдамаки, Тінь Сонця, Кому Вниз, Сокира Перуна, Ірена Карпа, Тартак, Мандри (гурт), Нумер 482 та багато інших.
8 серпня у Києві під стінами ізолятора тимчасового тримання відбувся концерт за участю відомих виконавців на підтримку підозрюваних.